# Тингамбато (муниципалитет)
Тингамбато (исп. Tingambato) — муниципалитет в Мексике, входит в штат Мичоакан. Население — 12 630 человек.

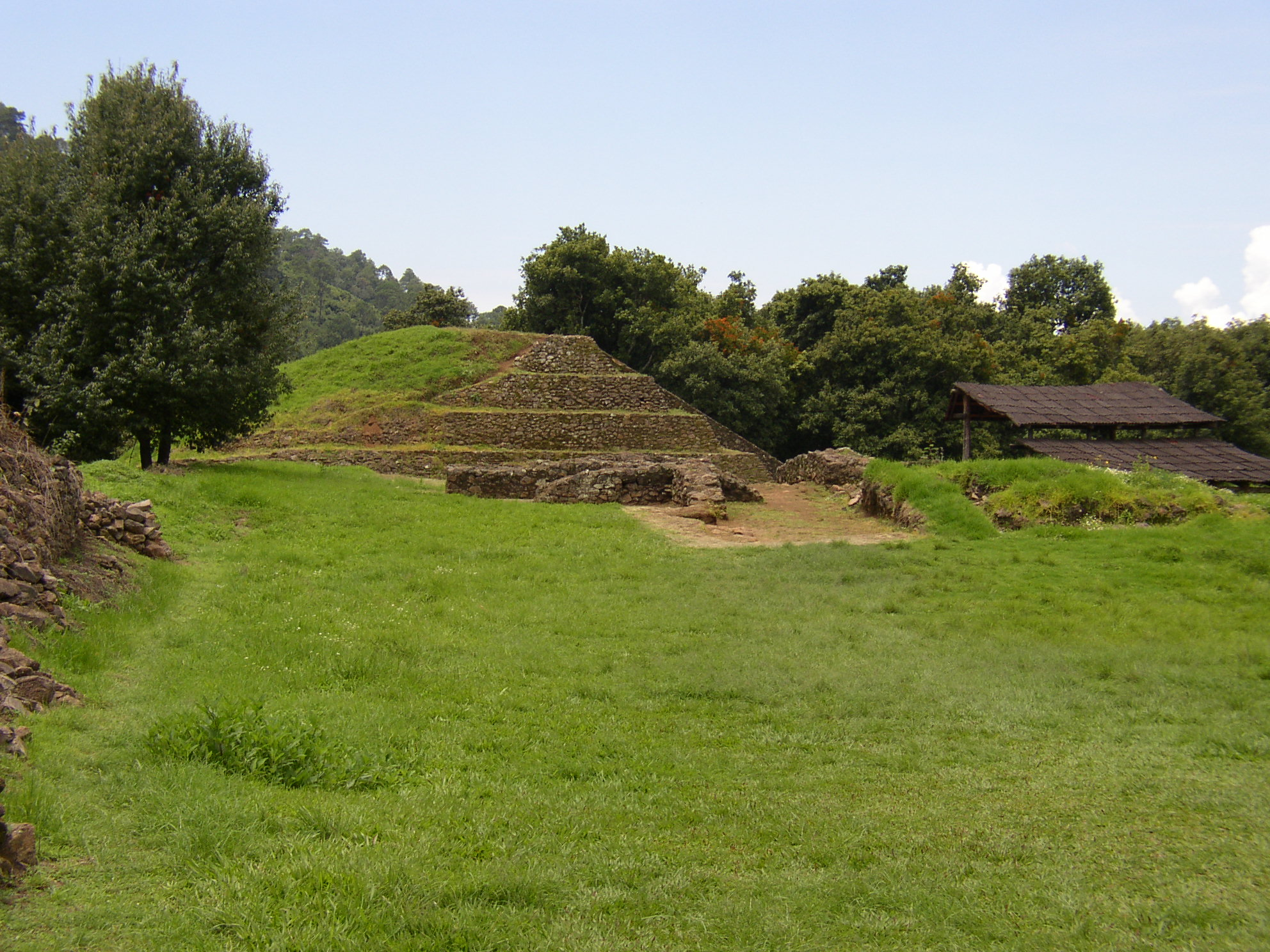
Тингамбато (муниципалитет)